# Федеральная интервенция
Федера́льная интерве́нция — в ряде государств с федеративной формой устройства (США, Бразилия, Венесуэла, Индия, ФРГ и так далее) в установленном федеральной конституцией или законом порядке вмешательство центра в дела субъекта федерации в случае нарушения властями последнего федеральной конституции или федеральных законов, неподчинения законным требованиям федерального правительства, нарушений прав человека, серьёзных беспорядков, возникновения угрозы целостности федеративного государства, задержки налоговых и других платежей.

## История
Федеральная интервенция обычно объявляется специальным декретом главы федеративного государства и может заключаться в принудительном смещении виновных должностных лиц, назначении на их место представителей центра, временном роспуске законодательных органов субъекта федерации, вводе на территорию последнего федеральных войск и применении других репрессивных мер.
В Индии институт федеральной интервенции носит название «президентского правления», в Германии — «федерального принуждения».
В Российской Федерации — России элементы института федеральной интервенции содержатся в положениях Федерального закона «Об общих принципах организации законодательных (представительных) и исполнительных органов государственной власти субъектов Российской Федерации» № 184-ФЗ содержит целый ряд новелл в сфере законодательного закрепления форм и механизмов конституционно-правовой ответственности субъектов Российской Федерации. В частности, ею учреждается достаточно новый для российской практики правовой институт — временная финансовая администрация как разновидность временного возложения полномочий органов государственной власти субъектов Российской Федерации на федеральные органы государственной власти, которое, в свою очередь, является одной из форм федерального вмешательства (федеральной интервенции) в дела субъектов Федерации. Также пункт 3.1 статьи 29.1 этого закона содержит норму о праве Президента Российской Федерации отрешить высшее должностное лицо субъекта Российской Федерации (руководителя высшего исполнительного органа государственной власти субъекта Российской Федерации) от должности в связи с выражением ему недоверия законодательным (представительным) органом государственной власти субъекта Российской Федерации, с утратой доверия Президента Российской Федерации, за ненадлежащее исполнение своих обязанностей (в том числе по осуществлению переданных полномочий Российской Федерации), а также в иных случаях, предусмотренных настоящим Федеральным законом.